# Bulbophyllum odontopetalum
Bulbophyllum odontopetalum är en orkidéart som beskrevs av Rudolf Schlechter. Bulbophyllum odontopetalum ingår i släktet Bulbophyllum och familjen orkidéer. Inga underarter finns listade i Catalogue of Life.